# Lacrim
Lacrim (* 19. April 1985 in Paris, Île-de-France; bürgerlich Karim Zenoud) ist ein französischer Rapper.

## Leben
Lacrim wurde als Sohn algerischer Eltern im 20. Arrondissement von Paris geboren. Im Alter von fünf Jahren siedelte die Familie vom 13. Arrondissement in Paris nach Chevilly-Larue im Süden von Île-de-France um. Bereits mit elf Jahren besuchte er keine Schule mehr und wurde zwei Jahre später bis zu seinem 17. Lebensjahr unter die Aufsicht eines Jugendrichters gestellt. 2001 wurde er aufgrund eines Raubes erstmals inhaftiert und verbüßte weitere Strafen in den Jahren 2002, 2003 und 2009. Nach einer Entlassung 2006 verbrachte er drei Jahre in Spanien, bevor es ihn 2009 zurück nach Frankreich zog und er in Marseille schließlich eine Musikkarriere startete. Am 9. Oktober 2012 wurde der Rapper zu insgesamt zwei Jahren Haft aufgrund eines Raubüberfalls im Jahre 2002 verurteilt. Die Strafe trat er im August 2013 in Aix-en-Provence an. Im Verlaufe seines Haftantritts erhielt der Künstler insbesondere auf sozialen Medien enormen Rückhalt. So verbreitete sich unter anderem der Hashtag #LiberezLacrim. Am 24. Februar 2014 wurde er aus der Haft entlassen. Im März 2015 wurde Lacrim erneut zu drei Jahren Haft verurteilt, da ihm bereits 2011 Fingerabdrücke auf Kalaschnikows in einem Marseiller Waffenlager nachgewiesen wurden. Er flüchtete daraufhin abwechselnd nach Marokko und Spanien, wo er seine Arbeiten an der R.I.P.R.O.-Mixtape-Reihe fortsetzte. Nach fünf Monaten stellte er sich jedoch den französischen Behörden. Am 28. November 2016 wurde er nach über einem Jahr in Haft entlassen.

## Karriere
Seine ersten Gastauftritte fanden sich auf Projekten von Mister You, den er 2009 während seiner Zeit in Haft kennenlernte. 2010 fasste der Rapper musikalisch solo Fuß mit dem Mixtape Liberté provisoire. Erstmaligen Charterfolg verzeichnete er 2012 mit der Veröffentlichung des Projekts Faites entrer Lacrim, welches Kollaborationen mit Künstlern wie Rat Luciano, Rim'K und Keny Arkana enthielt. Bereits ein halbes Jahr später erschien das Mixtape Toujours les mêmes. Während seiner Zeit in Haft im Jahr 2013 erschienen Gastauftritte auf Liedern von Sillex19, Hayce Lemsi20, Jul und Mister You. Am 1. September 2014 erschien nach seiner Haftentlassung und erstmals mit Labelunterstützung von Capitol Music France sein Debütalbum Corleone. Entgegen negativen Rezensionen erreichte das Album auf Anhieb Platz eins der französischen Albumcharts und wurde nur zwei Wochen nach Veröffentlichung mit einer Goldenen Schallplatte für über 50.000 Einheiten ausgezeichnet. Während seiner Zeit auf Flucht im Jahre 2015 erschien das erste Mixtape der R.I.P.R.O.-Reihe und kletterte auf Platz eins der französischen Albumcharts. Im Dezember 2015 folgte die Veröffentlichung des zweiten Teils R.I.P.R.O. 2. Im Januar 2017 gründete der Künstler sein eigenes Label namens Plata O Plomo Records. Daraus resultierte am 31. März 2017 die Veröffentlichung seines zweiten Studioalbums Force & Honneur, welches bereits im August 2017 Mehrfach-Platin-Status in Frankreich erreichte. Noch im selben Jahr erschien R.I.P.R.O. 3. Sein jüngstes Projekt mit dem Namen Lacrim wurde am 8. Februar 2019 veröffentlicht und erreichte als fünftes seiner Alben Nummer eins in Frankreich.

## Diskografie
Studioalben

| Jahr | Titel Musiklabel                        | Höchstplatzierung, Gesamtwochen, AuszeichnungChartplatzierungen (Jahr, Titel, Musiklabel, Platzierungen, Wochen, Auszeichnungen, Anmerkungen) | Höchstplatzierung, Gesamtwochen, AuszeichnungChartplatzierungen (Jahr, Titel, Musiklabel, Platzierungen, Wochen, Auszeichnungen, Anmerkungen) | Höchstplatzierung, Gesamtwochen, AuszeichnungChartplatzierungen (Jahr, Titel, Musiklabel, Platzierungen, Wochen, Auszeichnungen, Anmerkungen) | Anmerkungen                                                 |
| Jahr | Titel Musiklabel                        | FR | BEW | CH | Anmerkungen                                                 |
| ---- | --------------------------------------- | --- | --- | --- | ----------------------------------------------------------- |
| 2014 | Corleone Capitol Music France           | FR1 ×2Doppelplatin · (43 Wo.)FR | BEW6 (36 Wo.)BEW | CH37 (2 Wo.)CH | Erstveröffentlichung: 1. September 2014 Verkäufe: + 200.000 |
| 2017 | Force & Honneur Capitol Music France    | FR1 ×3Dreifachplatin · (95 Wo.)FR | BEW2 (74 Wo.)BEW | CH8 (4 Wo.)CH | Erstveröffentlichung: 31. März 2017 Verkäufe: + 300.000     |
| 2019 | Lacrim Plata O Plomo Records            | FR1 Platin · (52 Wo.)FR | BEW4 (36 Wo.)BEW | CH9 (3 Wo.)CH | Erstveröffentlichung: 8. Februar 2019 Verkäufe: + 100.000   |
| 2021 | Persona non grata Plata O Plomo Records | FR6 Platin · (58 Wo.)FR | BEW12 (43 Wo.)BEW | CH23 (2 Wo.)CH | Erstveröffentlichung: 10. Dezember 2021 Verkäufe: + 100.000 |
| 2024 | Veni vidi vici Plata O Plomo Records    | FR1 Gold · (… Wo.)FR | BEW5 (21 Wo.)BEW | CH26 (1 Wo.)CH | Erstveröffentlichung: 14. Juni 2024 Verkäufe: + 50.000      |
| 2025 | Ripro Plata O Plomo Records             | FR1 (… Wo.)FR | BEW11 (… Wo.)BEW | CH33 (1 Wo.)CH | Erstveröffentlichung: 7. Februar 2025                       |